# Stained Class
A Stained Class a brit Judas Priest negyedik nagylemeze, mely 1978-ban jelent meg. A lemez remek kritikákat kapott. Ez az első Priest album amelynek borítóján már a klasszikus logó díszeleg. A nyitó Excitert az első speed metal dalnak szokás tartani, melynek hatására egy kanadai zenekar is az Exciter nevet vette fel. A negyedik dobosként érkező Les Binks korát megelőző, a kétlábdob fontosságát felismerő technikával játszott. Akkoriban csak a motörheades Philthy Taylor törődött annyit a kétlábgéppel. A lemezen hallható Better By You, Better Than Me című dallal később "meggyűlt a bajuk". 1985-ben történt, hogy két büntetett előéletű fiatal öngyilkosságot kísérelt meg, míg a Stained Class albumot hallgatták. Egyikük, alaposan megcsonkítva, túlélte a fejének irányított lövést, majd pár évvel később ő is elhunyt, miután egy túlméretezett adagnyi nyugtatót juttatott szervezetébe. A szülők hamar perbe fogták a Priestet, a lemezen szerintük igenis jelenlévő, "tudatküszöb alatt érzékelhető" (szubliminális), rejtett üzenetekre hivatkozva, melyeket a fent említett dal – mint később kiderült – hangosabb sóhajaiban véltek felfedezni. Amikor 1990-ben a zenekar tagjainak is meg kellett jelenniük a nevadai bíróságon, már a témán csüngött az USA médiája, Európában inkább csak a metal sajtó. Az ilyenkor ildomos rágalom és feltevés – hadjáratokkal felpörgetett ügy természetesen a vád elejtésével végződött, mert bizonyítékot hiába kerestek.
2004-ben az angol Metal Hammer magazin a Stained Class-t minden idők egyik legklasszikusabb heavy metal lemezének minősítette. A lemezt 2017-ben a Rolling Stone magazin a Minden idők 100 legjobb metalalbuma listáján a 43. helyre rangsorolta.

## Számlista
A dalokat Rob Halford és Glenn Tipton írta.
1. "Exciter" – 5:34
2. "White Heat, Red Hot" (Tipton) – 4:20
3. "Better By You, Better Than Me" (Gary Wright) – 3:24 (Produced by Judas Priest and James Guthrie)
4. "Stained Class" – 5:19
5. "Invader" (Halford, Tipton, Ian Hill) – 4:12
6. "Saints in Hell" (Halford, K.K. Downing, Tipton) – 5:30
7. "Savage" (Halford, Downing) – 3:27
8. "Beyond the Realms of Death" (Halford, Les Binks) – 6:53
9. "Heroes End" (Tipton) – 5:01

### 2001-es bónusz számok
1. "Fire Burns Below" – 6:58 ( 1988-as felvétel Ram It Down sessions)
2. "Better By You, Better Than Me (koncertfelvétel)" (Wright) – 3:24

## Zenészek
- Rob Halford: ének
- K. K. Downing: gitár
- Glenn Tipton: gitár, háttérvokál
- Ian Hill: basszusgitár
- Les Binks: dob

## Helyezés
Billboard (Észak-Amerika)
| Év   | Chart      | Hely |
| ---- | ---------- | ---- |
| 1978 | Pop Albums | 173  |